# Сен-Жори
Сен-Жори́ (фр. Saint-Jory, окс. Sent Jòri) — коммуна во Франции, находится в регионе Юг — Пиренеи. Департамент — Верхняя Гаронна. Входит в состав кантона Фронтон. Округ коммуны — Тулуза.
Код INSEE коммуны — 31490.

## География
Коммуна расположена приблизительно в 580 км к югу от Парижа, в 17 км к северу от Тулузы.
На западе коммуны протекает река Гаронна, а на востоке — река Эр (фр. Hers), по территории коммуны также проходит обводной канал Гаронна.

## Климат
Климат умеренно-океанический. Зима мягкая и снежная, весна характеризуется сильными дождями и грозами, лето сухое и жаркое, осень солнечная. Преобладают сильные юго-восточные и северо-западные ветры.

## Население
Население коммуны на 2010 год составляло 5082 человека.
| 1962 | 1968 | 1975 | 1982 | 1990 | 1999 | 2010 |
| ---- | ---- | ---- | ---- | ---- | ---- | ---- |
| 1528 | 2112 | 2533 | 2760 | 3244 | 4067 | 5082 |

## Администрация
| Период | Период | Фамилия         | Партия                    | Примечания |
| ------ | ------ | --------------- | ------------------------- | ---------- |
| 1977   | 1983   | Жан-Пьер Геше   | Социалистическая партия   |            |
| 1983   | 1995   | Анри Шотель     | Социалистическая партия   |            |
| 1995   | 2000   | Иван Тьебо      | Разные правые             |            |
| 2000   | 2014   | Анри Мигель     | Разные левые              |            |
| 2014   | 2020   | Тьерри Фуркасье | Союз за народное движение |            |

## Экономика
В 2010 году среди 3361 человека трудоспособного возраста (15—64 лет) 2597 были экономически активными, 764 — неактивными (показатель активности — 77,3 %, в 1999 году было 74,2 %). Из 2597 активных жителей работали 2441 человек (1320 мужчин и 1121 женщина), безработных было 156 (62 мужчины и 94 женщины). Среди 764 неактивных 331 человек были учениками или студентами, 206 — пенсионерами, 227 были неактивными по другим причинам.

## Достопримечательности
- Церковь Св. Георгия (XV век)
- Замок Сен-Жори (1545 год). Исторический памятник с 1927 года[4]

## Фотогалерея
- Мэрия
- Церковь Св. Георгия
- Церковь Св. Георгия
- Карта коммуны